# 人民黨 (泰國2024年)
人民黨（皇家轉寫：Phak Prachachon）是泰國的一个社會民主主義和進步主義反對派政黨，其前身成立於2012年。前進黨在2024年8月被解散後，該黨繼承了前進黨的黨員並更名為人民黨。而該黨也是未來前進黨在2020年被解散後相同人馬成立的第三個政黨。

## 歷史

### 前身
該黨成立於2012年，當時取名为“白鸦地党”（皇家轉寫：Phak Thinkakhao），理念是讓佛教成為泰國國教。2018年時該黨召開黨員大會，修改黨名為“白鸦地美丽人民党”（皇家轉寫：Phak Thinkakhao Chaowilai），並更改黨徽及改選黨內幹部。

### 繼承前進黨
前進黨在2024年8月7日因違反《泰國憲法》49條被憲法法庭解散。在其解散前，黨內人士與該黨合作，若前進黨被解散則黨籍議員將會加入該黨。
時任前進黨副主席詩麗甘雅·丹薩軍在前進黨解散後稱，他們將公布新政黨。8月9日，前進黨黨員加入該黨並召開黨員大會，會中推舉納塔蓬·能班亞武為领袖、詩麗甘雅·丹薩軍為副领袖。同時將黨名改為「人民黨」，這是繼1947年的人民黨後泰國國內第5個使用該名的政黨。
時任领袖納塔蓬·能班亞武稱，他們將延續前進黨的理念，即修改《侮辱王室法》等。而他也矢言要在2027年選舉時取得最多席次並完全執政。

## 选举
2014年泰國眾議員選舉時，白鸦地黨提名了4席議員，但選舉隨後就被取消。
在2023年泰国众议院选举，白鸦地美丽人民黨提名了13席不分區議員。時任领袖稱，他們代表佛教的聲音，並希望能取得泰國95%佛教徒的選票。

### 選舉紀錄
| 選舉             | 贏得席次 | 得票數   | 得票率   | 選舉結果 | 黨魁                     |
| ---------------- | -------- | -------- | -------- | -------- | ------------------------ |
| 白鸦地党         |          |          |          |          |                          |
| 2014             | 選舉取消 | 選舉取消 | 選舉取消 | 選舉取消 | Wibun Saengkanchanawanit |
| 白鸦地美丽人民党 |          |          |          |          |                          |
| 2019             | 0 / 500  | 6,799    |          |          | Chumchadatharn Hannarong |
| 2023             | 0 / 500  | 5,561    |          |          | Lalita Siripachanan      |
| 人民黨           |          |          |          |          |                          |